# Luigina Giavotti
Luigina „Gina“ Giavotti (* 12. Oktober 1916 in Pavia; † 4. August 1976) war eine italienische Turnerin, die bei den Olympischen Spielen 1928 in Amsterdam die Silbermedaille im Mannschaftsmehrkampf gewann.

## Leben
Die im Jahre 1916 in Pavia, in der südwestlichen Lombardei, geborene Giavotti nahm als Mitglied des 12-köpfigen italienischen Damenturnteams an den Olympischen Spielen 1928 in Amsterdam teil, wo sie mit den elf anderen und ebenfalls aus der Provinz Pavia stammenden Mädchen die Silbermedaille im Mannschaftsmehrkampf errang. Gina Giavotti, auch Popolo genannt, weil sie in einem der Vororte von Pavia lebte, war dabei mit elf Jahren und 302 Tagen nicht nur die jüngste italienische Turnerin, sondern ist bis heute die jüngste Medaillengewinnerin der Olympischen Spiele der Neuzeit. Dieser Altersrekord kann bei Beibehaltung der aktuell geltenden Regeln auch nicht mehr gebrochen werden, da im Laufe der Jahre die Altersbeschränkung zur Teilnahme am Turnwettbewerb auf 16 Jahre angehoben wurde. Bei der Rückkehr nach Italien erhielt jede der zwölf Turnerinnen des sehr jung aufgestellten Teams, die älteste Teilnehmerin war lediglich 16 Jahre alt, als Anerkennung ein Paar Plastikturnschuhe und ein Sparkonto mit 100 Lire. Wie auch ihre elf Teamkolleginnen gehörte Giavotti der 1879 gegründeten und heute noch immer bestehenden Società Ginnastica Pavese an. Im Jahre 1976 starb Luigina Giavotti 59-jährig.